# Les Dualitistes
Les Dualitistes est une nouvelle de l'écrivain irlandais Bram Stoker publiée en 1886. Elle conte l'histoire de deux enfants unis par une amitié monstrueuse qui les conduira à commettre les pires atrocités.

## Présentation de la nouvelle

### Résumé
Harry Merford et Tommy Santon sont deux enfants liés par une amitié aussi étrange qu'absolue. Cependant, lorsque chacun reçoit un couteau pour Noël, leur relation se teinte rapidement d’une rivalité qui les entraînera bientôt dans une spirale de destruction que rien ne pourra arrêter.  

### Thématiques abordées et sources
Les Dualitistes s’inscrivent dans la veine des œuvres fantastiques et d’horreur exploitant le thème de l’enfance maléfique. 
Le récit, très sombre et excluant toute possibilité de châtiment ou de rachat, s’illustre par un mélange d’outrance, de grotesque et de réalisme minutieux dans la description des violences commises par les deux enfants, une combinaison qui évoque parfois certains passages des Chants de Maldoror de Lautréamont, voire Sade. 
Plusieurs sources d’inspiration ont été avancées au sujet de ce texte. La principale est le roman Les Frères corses d’Alexandre Dumas. Bram Stoker le connaissait par l’adaptation qu’en fit Dion Boucicault pour la scène anglaise, et son inscription au programme du Lyceum Theatre de Londres, dont Stoker était administrateur, en 1880.  Cependant, hormis le thème commun de la gémellité, les deux œuvres ne présentent que peu de ressemblances.
Cette nouvelle s’inscrit dans un contexte marqué par le goût du public victorien pour le crime. Celui-ci s’étale alors sous toutes ses formes, notamment les plus sordides, dans la presse  et les fictions des Penny dreadful. A la même époque se développent de pseudo-sciences postulant l’existence de criminels-nés, reconnaissables à certaines caractéristiques physiques, Bram Stoker étant lui-même un adepte déclaré de la physiognomonie et des travaux de Cesare Lombroso . 
Enfin, le nom des héros, Santon et Merford, est un clin d’œil ironique à The history of Sandford and Merton (1783-1789), l’œuvre édifiante de Thomas Day, destinée à la jeunesse, qui constituait une référence partagée par tous les britanniques lorsque paraît la nouvelle de Bram Stoker.

## Filmographie
La nouvelle a été adaptée à l’écran en 2008 par Tony Randel sous le titre The Double-Born (pas de sortie en France). Le film est centré sur la figure de Sophonisba Bubb, traumatisée par la mort tragique de son fils unique, et dévorée par  l’obsession d’avoir un nouvel enfant. Alors que l’infertilité de son mari semble lui interdire tout espoir de voir ses souhaits se réaliser, elle croise le chemin d’Harry et de Tommy, deux jeunes déséquilibrés venus réaliser des travaux à son domicile.